# Horný Lieskov
Horný Lieskov és un poble i municipi d'Eslovàquia que es troba a la regió de Trenčín.

## Història
La primera menció escrita de la vila es remunta al 1241.

## Demografia
| Godina             | 1994 | 2004   | 2014   | 2024    |
| ------------------ | ---- | ------ | ------ | ------- |
| Nombre de persones | 371  | 373    | 378    | 502     |
| Diferència         |      | +0,53% | +1,34% | +32,80% |

| Godina             | 2023 | 2024   |
| ------------------ | ---- | ------ |
| Nombre de persones | 487  | 502    |
| Diferència         |      | +3,08% |